# Rue des Deux-Gares (Paris)
Pour les articles homonymes, voir Rue des Deux-Gares.
La rue des Deux-Gares est une voie du 10e arrondissement de Paris, en France.

## Situation et accès

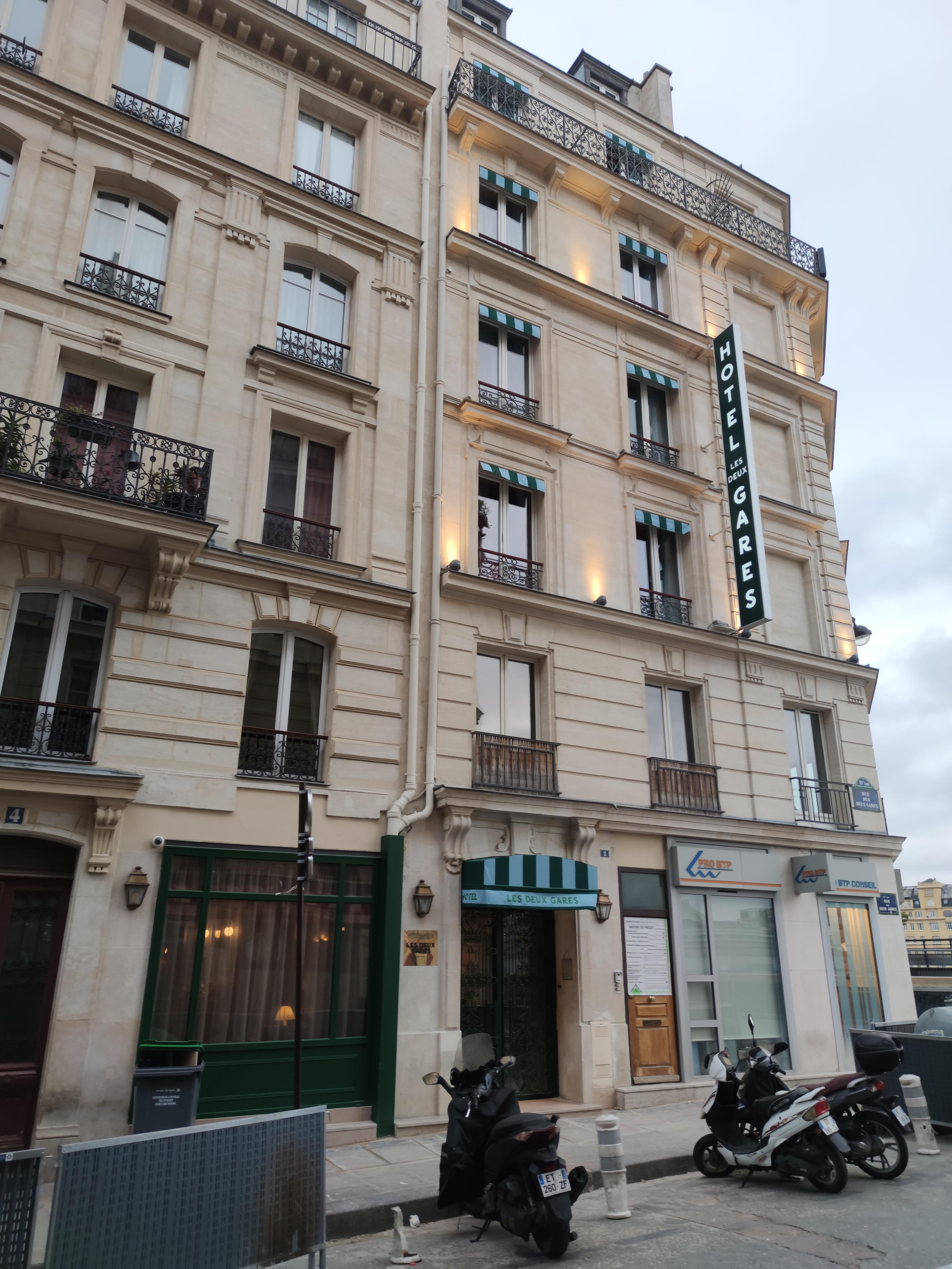
No 2 : hôtel Les Deux Gares.

La rue des Deux-Gares est une voie publique située dans le 10e arrondissement de Paris. Elle débute au 29, rue d'Alsace et se termine au 152, rue du Faubourg-Saint-Denis.
Le quartier est desservi par les lignes 4, 5 et 7 à la station Gare de l'Est et par la ligne E du RER à la gare de Magenta.

## Origine du nom
Cette rue doit son nom au voisinage de deux gares : la gare du Nord et la gare de l'Est.

## Historique
Cette voie est ouverte sous sa dénomination actuelle en 1869.

## Bâtiments remarquables et lieux de mémoire

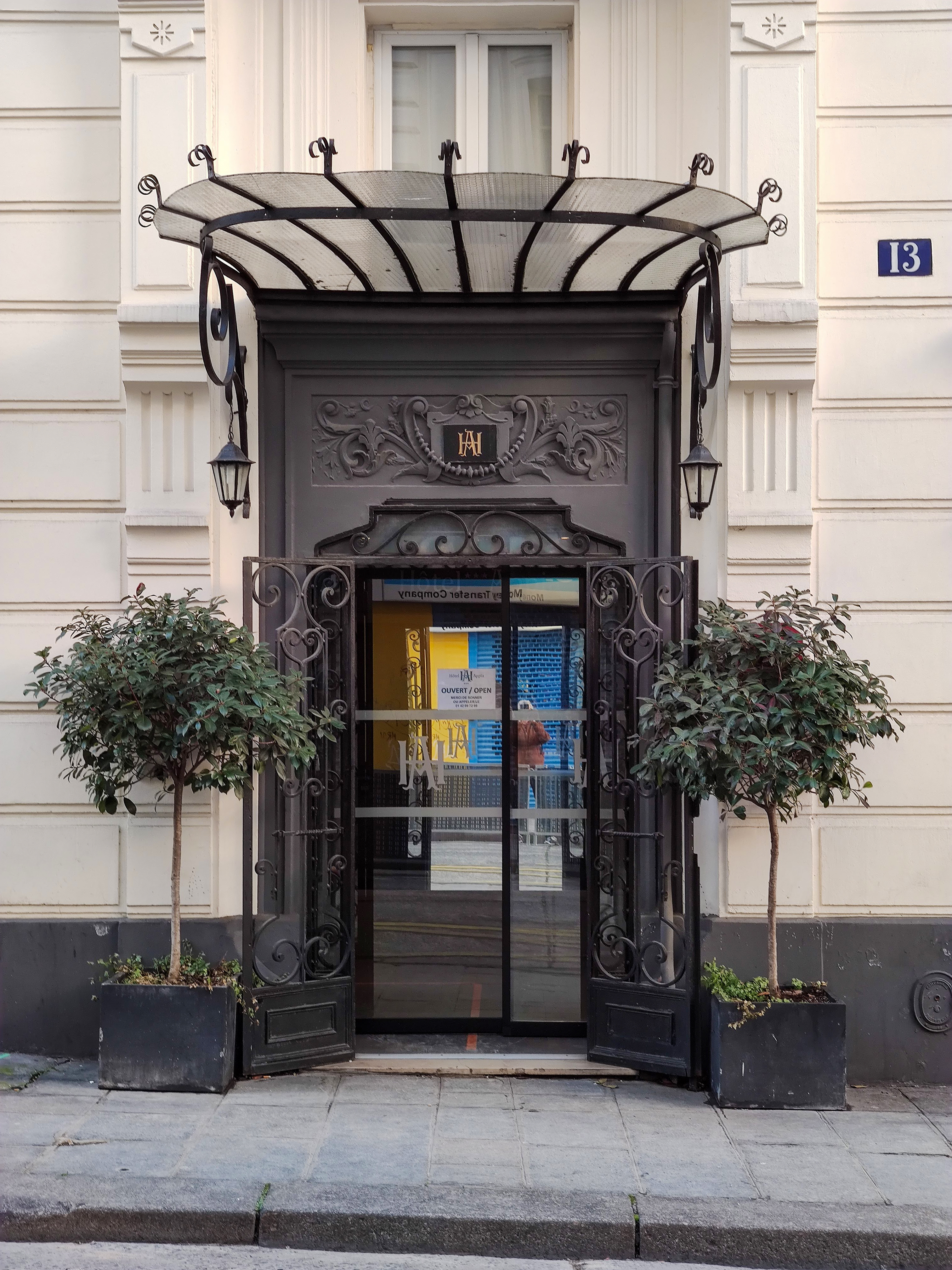
No 13.

- No 2 : hôtel « Les Deux Gares », aménagé par le décorateur anglais Luke Edward Hall.
- No 4 : l’écrivain libre-penseur et féministe français Léon Richer (1824-1911) a habité à cette adresse[1].
- No 9 : le photographe Roger Henrard (1900-1975) y est né.